# Massacres de Kokrajhar et Sonitpur
Les massacres de Kokrajhar et Sonitpur ont lieu lors des insurrections au Nord-Est de l'Inde. Ils sont commis le 23 décembre 2014 par des rebelles séparatistes du Front démocratique national de Bodoland (FDNB).

## Contexte
Depuis les années 1960, les états du Nord-Est indien sont le théâtre de conflits séparatistes qui ont fait environ 10 000 morts. Parmi ces États, l'Assam a une longue histoire de conflits fonciers opposant Bodos, colons musulmans et Adivasi. 
À la fin de l'année 2014, le FDNB est en négociation avec le gouvernement indien et un cessez-le-feu a été conclu une dizaine d'années auparavant, cependant une faction du mouvement refuse tout compromis et engage des actions violentes à partir de l'année 2012
En 2012, des affrontements font 100 morts et 400 000 déplacé et au début de l'année de 2014 le bilan est de plus de 45 morts et 100 000 déplacés, la plupart des victimes faisant partie de la communauté des Adivasi,.

## Déroulement
Le matin du 23 décembre 2014, des hommes du FDNB attaquent plusieurs villages dans les districts de Kokrajhar et de Sonitpur. Les rebelles font sortir des villageois de leurs maisons, puis les exécutent sommairement sans épargner ni les femmes ni les enfants. Une trentaine de personnes sont tuées rien que pour le village de Phulbari. La plupart des victimes du massacre sont des cueilleurs de thé adivasi.
Ces tueries pourraient avoir été commises en représailles à une offensive de la police et de l'armée indienne lancée au mois de novembre, mais selon Jean-Luc Racine, chercheur au CNRS, il y a problement un autre objectif pour les radicaux du FDNB :

« De façon plus structurelle, cette faction recourt régulièrement à la violence contre d'autres tribus, dans la mesure où ce territoire Bodo n'est pas seulement peuplé par eux. On les a vus parfois attaquer à des Bengalis, des musulmans, etc. [...] L'un des objectifs, c'est probablement des déplacements de populations, et évidemment, ce qui est mis en cause aussi, c’est l'incapacité du gouvernement de l’Assam à gérer cela, contre cette faction, qui a fait sécession du principal mouvement de cette tribu. »

## Bilan humain
Le 24 décembre, le bilan donné à l'AFP par S.N. Singh, haut fonctionnaire de la police d'État indienne, est de 56 morts, dont au moins 10 femmes et 13 enfants, et d'au moins 80 blessés,. Par la suite selon RFI, le bilan monte à 68 morts.
Le lendemain des tueries, un couvre-feu est décrété dans l'état de l'Assam. Mais malgré cela, des centaines de cueilleurs de thé, munis d'arcs, de flèches et autres projectiles, manifestent pour dénoncer les tueries. La police ouvre le feu et tue au moins cinq personnes.